# Pāvels Šteinbors
Pāvels Šteinbors (ur. 21 września 1985 w Rydze jako Pāvels Černuha, ros. Павел Чернухɑ, Pawieł Czernucha) – łotewski piłkarz polskiego pochodzenia występujący na pozycji bramkarza w klubie FK RFS oraz w reprezentacji Łotwy.

## Kariera klubowa
Pāvels Šteinbors jest wychowankiem Skonto FC. W barwach tego klubu nie zaliczył żadnego oficjalnego występu, grając jedynie w latach 2002–2003 w drużynie rezerw. W 2005 roku przeszedł do FK Jūrmala, z której był wypożyczony do angielskiego Blackpool FC. Od 2008 roku występował w FK Liepājas Metalurgs, gdzie rozegrał 53 spotkania na poziomie Virslīgi. Latem 2012 roku trafił do południowoafrykańskiego Lamontville Golden Arrows FC, którego opuścił po jednym sezonie, przechodząc do Górnika Zabrze. Po dwóch sezonach przeniósł się na Cypr do klubu Nea Salamina Famagusta, a po sezonie tam spędzonym wrócił do Polski do klubu Arka Gdynia.
W sezonie 2016/17 wraz z drużyną Arki utrzymał się w Ekstraklasie, zdobył Puchar Polski i zakwalifikował się do rozgrywek europejskich w następnym sezonie. W lipcu 2017 roku Arka Gdynia zwyciężyła po serii rzutów karnych Legię Warszawa, zdobywając Superpuchar Polski. Šteinbors obronił dwa strzały przeciwników.

## Kariera reprezentacyjna
W latach 2004–2006 występował w młodzieżowych reprezentacjach Łotwy w kategorii U-19 oraz U-21. 13 listopada 2015 zadebiutował w seniorskiej reprezentacji Łotwy w towarzyskim meczu z Irlandią Północną, wygranym 1:0. Od października 2019 roku pełni funkcję kapitana zespołu.

## Życie prywatne
Jego biologiczny ojciec był Polakiem, noszącym nazwisko Czernucha (łot. Černuha). W 1988 roku opuścił on rodzinę i nie utrzymywał z nią od tego momentu kontaktu. Po ponownym ślubie matki Pāvels Šteinbors przyjął nazwisko swojego ojczyma.

## Sukcesy

### Zespołowe
FK Liepājas Metalurgs
- mistrzostwo Łotwy: 2009

Arka Gdynia
- Puchar Polski: 2016/17
- Superpuchar Polski: 2017, 2018

### Indywidualne
- Piłkarz roku na Łotwie: 2019[9], 2020[10]